# Бонем, Джордж
Сэ́мюэл Джордж Бо́нем (англ. Samuel George Bonham, кит. трад. 文咸; 7 сентября 1803 года, Фавершем, Кент, Англия, Великобритания — 8 октября 1863 года, Лондон, Англия, Великобритания) — 1-й баронет Бонем, британский колониальный чиновник и дипломат, губернатор Гонконга, посол Великобритании в Китае, кавалер Ордена Бани.

## Биография
Сэмюэл Джордж Бонем родился 7 сентября 1803 года в имении Фавершем, в графстве Кент, в Англии, в Великобритании в семье капитана флота Ост-Индской компании Джорджа Бонема и его второй жены Изабеллы Байнс Вудгейт. Первой женой Джорджа Бонема была Полина Лашингтон, с которой он развёлся в июне 1802 года. Сэмюэл Джордж имел сводного брата Джорджа Уильям и сестру Изабеллу Шарлотту.
Несмотря на трагическую смерть отца, который утонул во время тайфуна в Южно-Китайском море, решил продолжить семейную традицию и в 1818 году поступил на службу в Ост-Индскую компанию. Он получил назначение на место писца в форт Мальборо в колонии Бенкоолен на Суматре, откуда был переведён на то же место в Сингапур. Дослужился до места исполняющего обязанности губернатора Стрейтс Сетлментс в 1834—1835 годах.
В ноябре 1836 года был назначен губернатором Стрейтс Сетлментс. В январе 1843 года подал в отставку и вернулся в Англию. 21 марта 1848 года, по предложению министра иностранных дел лорда Генри Джона Палмерстона, был назначен губернатором Гонконга. Его назначение было попыткой восстановить доверие к правительству жителей Гонконга, подорванное фискальной политикой предшественника. На него также были возложены обязанности полномочного посла Великобритании и главы британской торговой миссии в Китае, и вице-адмирала флота острова Гонконг.
Во время своего пребывания на должности сократил правительственные траты, сбалансировал бюджет, стимулировал рынок недвижимости, чем увеличил доходы государства. Его метод увеличения государственных доходов в итоге стал одним из главных источников дохода гонконгской колониальной администрации.
Благодаря личным качествам, сумел завоевать доверие британского правительства и установить хорошие отношения с местными жителями. В 1850 году организовал успешную экспедицию против пиратов в окрестностях Гонконга. В том же году попытался установить прямую связь с центральным правительством в Пекине, но усилия не принесли желаемого результата. В 1851 году был возведен в кавалеры Ордена Бани. По возвращении в Англию в 1853 году ему был дарован титул баронета. 13 апреля 1854 года подал в отставку и уволился с государственной службы. В 1857 году стал президентом Северной Бенгальской железнодорожной компании. Выйдя на пенсию, поселился в Лондоне в районе Паддингтон, где умер 8 октября 1863 года.